# Леонцин
Леонцин (пол. Leoncin) — село в Польщі, у гміні Леонцин Новодворського повіту Мазовецького воєводства.
Населення — 563 особи (2011).
У 1975-1998 роках село належало до Варшавського воєводства.

## Демографія
Демографічна структура станом на 31 березня 2011 року:
|          | Загалом | Допрацездатний вік | Працездатний вік | Постпрацездатний вік |
| -------- | ------- | ------------------ | ---------------- | -------------------- |
| Чоловіки | 273     | 66                 | 188              | 19                   |
| Жінки    | 290     | 58                 | 167              | 65                   |
| Разом    | 563     | 124                | 355              | 84                   |